# Martin Gardavský
Martin Gardavský (* 13. února 1987) je český model a reklamní herec.
Narodil se na Slovensku do smíšené rodiny, otec byl Čech, matka Slovenka. Studoval rok informatiku a poté veřejnou správu na Provozně ekonomické fakultě České zemědělské univerzity v Praze. Ve volném čase se věnoval fotbalu a kickboxu. Od března 2011 se registroval u modelingové agentury, ale zpočátku se modelingu prakticky příliš nevěnoval.
Jako 24letý student s bydlištěm ve středočeské Mořině se přihlásil do soutěže Muž roku 2011. Z celkem 643 soutěžících postoupil mezi 12 finalistů a v náchodském divadle 26. srpna 2011 jako Čech zvítězil (za Slováky vyhrál 21letý student Jakub Lorencovič z Prešova). Jako volnou disciplínu si zvolil komické vystoupení parodující reklamu na deodorant. V té době pracoval jako turistický průvodce, jako své koníčky uvedl sport a historii. Už před finálovým večerem soutěže na soustředění na statku v Myslovicích u Klatov byl vybrán k reprezentaci v soutěži Manhunt International, která se na podzim toho roku konala v Jižní Koreji, po celkovém vítězství v soutěži však byl nahrazen zástupcem Theodorem Jarešem a sám získal kvalifikaci do soutěže Mister International.